# Verwaltungsgebäude der Württembergischen Sparkasse

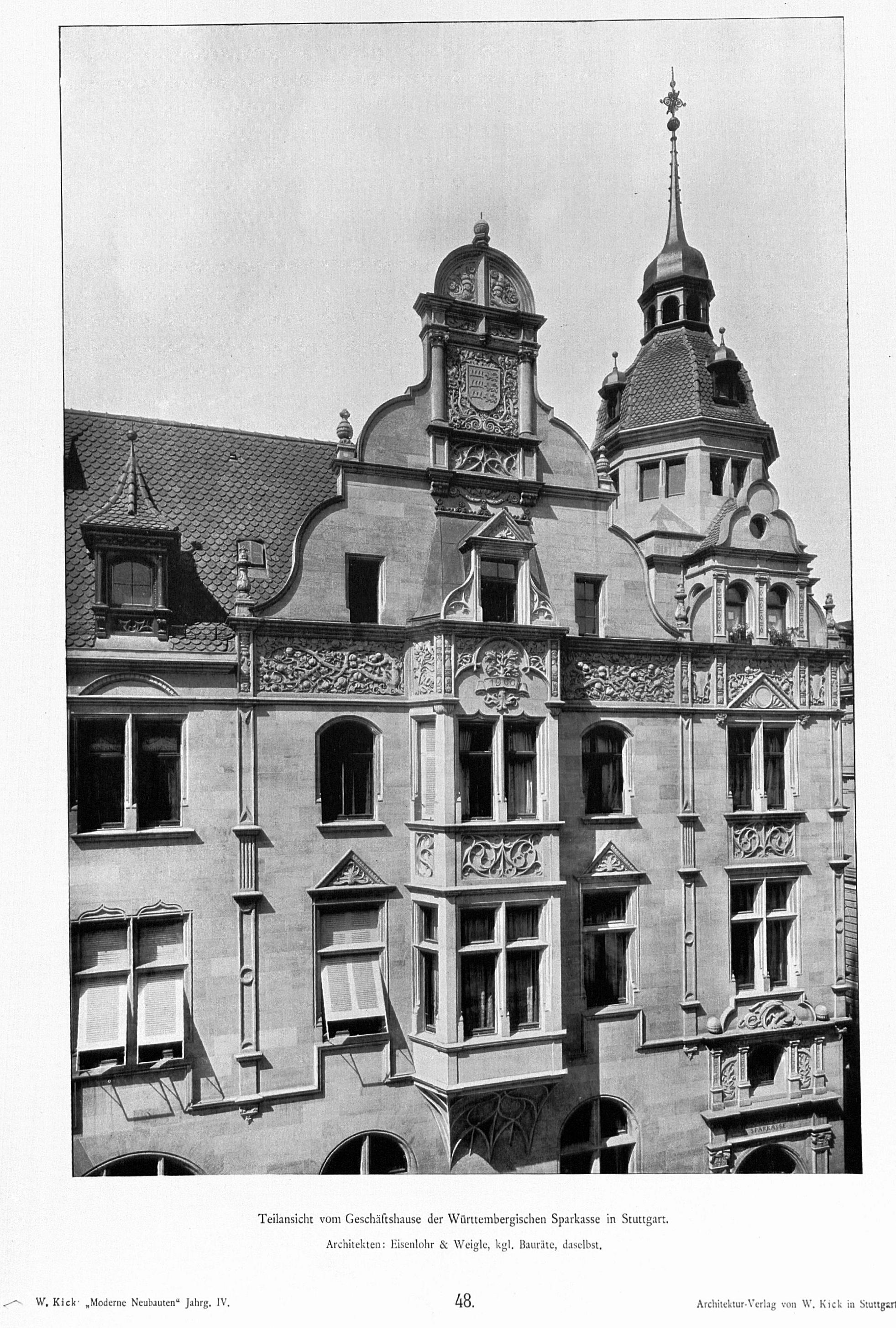
Verwaltungsgebäude der Württembergischen Sparkasse, Ausschnitt der Fassade (1902)

Das Verwaltungsgebäude der Württembergischen Sparkasse in Stuttgart, Willi-Bleicher-Straße 25, wurde 1899–1900 erbaut und ist nur im Kern erhalten.

## Geschichte
1898 erwarb die Württembergische Sparkasse (die spätere Württembergische Landessparkasse) die Grundstücke Kanzleistraße 25–27 (heute Willi-Bleicher-Straße) und Schellingstraße 21, wo sie 1899–1900 ihr Hauptverwaltungsgebäude errichten ließ. Für die Planung des Neubaus reiste eine eigens dafür gebildete Kommission nach Berlin, Hamburg, Altona und Bremen, um Bankgebäude zu besichtigen. Daraufhin wurde das gemeinsame Büro der Stuttgarter Architekten Ludwig Eisenlohr und Carl Weigle mit Entwurf und Ausführung beauftragt.
Die Fassade wurde mit Haller Sandstein verkleidet und mit neogotischen Maßwerkornamenten und Neorenaissancedekor geschmückt. Die Straßenkreuzung beherrschte ein Eckturm mit Glockendach. Flankiert wurde der Turm von zwei kleinen und zwei großen geschweiften Giebeln, die über dem Attika-Gesims aufragten. Die Giebelachse an der Kanzleistraße hatte einen polygonalen Erker. Unter der Giebelspitze war eine Reliefdarstellung des württembergischen Wappens zu sehen.
Das Gebäude wurde beim Luftangriff auf Stuttgart in der Nacht vom 25. zum 26. Juli 1944 durch Feuer fast vollständig zerstört, es blieb nur der Tresorbau übrig. Bis 1950 wurde das Gebäude wiederaufgebaut. Als die Hauptstelle der Landessparkasse im Jahr 1969 in einen Neubau an der Kronprinzenstraße umzog, wurde der Altbau an der Willi-Bleicher-Straße in das Universitätsviertel integriert.